# Gimåt
Gimåt är en tidigare tätort i Örnsköldsviks kommun och en stadsdel i Örnsköldsvik. Orten växte samman med tätorten Örnsköldsvik 2015.

## Befolkningsutveckling
| Befolkningsutvecklingen i Gimåt 1965–2010                                                                     | Befolkningsutvecklingen i Gimåt 1965–2010 | Befolkningsutvecklingen i Gimåt 1965–2010 | Befolkningsutvecklingen i Gimåt 1965–2010 | Befolkningsutvecklingen i Gimåt 1965–2010 |
| --- | ----------------------------------------- | ----------------------------------------- | ----------------------------------------- | ----------------------------------------- |
| |                                           |                                           |                                           |                                           |
| År |                                           |                                           | Folkmängd                                 | Areal (ha)                                |
| 1965 | 1965                                      |                                           | 694                                       |                                           |
| 1970 | 1970                                      |                                           | 719                                       |                                           |
| 1975 | 1975                                      |                                           | 705                                       |                                           |
| 1980 | 1980                                      |                                           | 866                                       |                                           |
| 1995 | 1995                                      |                                           | 891                                       | 58                                        |
| 2000 | 2000                                      |                                           | 865                                       | 58                                        |
| 2005 | 2005                                      |                                           | 870                                       | 58                                        |
| 2010 | 2010                                      |                                           | 903                                       | 63                                        |
| Anm.: Ny tätort 1965, sammanvuxen med Örnsköldsvik 1990, utbruten ur Örnsköldsvik 1995, åter sammanvuxen 2015 |                                           |                                           |                                           |                                           |